# Actinopus ariasi
Espèce
Actinopus ariasi est une espèce d'araignées mygalomorphes de la famille des Actinopodidae.

## Distribution
Cette espèce est endémique de la province de Formosa en Argentine,.

## Description
Le mâle holotype mesure 12,00 mm.

## Étymologie
Cette espèce est nommée en l'honneur de Joan Salvador Arias Becerra.

## Publication originale
- Ríos-Tamayo & Goloboff, 2018 : Taxonomic revision and morphology of the trapdoor spider genus Actinopus (Mygalomorphae: Actinopodidae) in Argentina. Bulletin of the American Museum of Natural History, no 419, p. 1-83 (texte intégral).